# Phyllanthus brevipes
Phyllanthus brevipes är en emblikaväxtart som beskrevs av Joseph Dalton Hooker. Phyllanthus brevipes ingår i släktet Phyllanthus och familjen emblikaväxter. Inga underarter finns listade i Catalogue of Life.